# Еузебио Дијаз
Еузебио Дијаз (1901—1959) био је парагвајски фудбалски везни играч који је играо за Парагвај на ФИФА-ином светском првенству 1930. Играо је и за клуб Гуарани.